# Joué-lès-Tours
Joué-lès-Tours est une commune française de la banlieue sud-ouest de Tours située dans le département d'Indre-et-Loire, en région Centre-Val de Loire. Avec près de 39 000 habitants en 2020, c'est la deuxième plus grande commune du département après la ville de Tours.
Joué-lès-Tours fait partie de Tours Métropole Val de Loire, structure intercommunale qui regroupe 22 communes et près de 300 000 habitants.

## Géographie

Représentations cartographiques de la commune
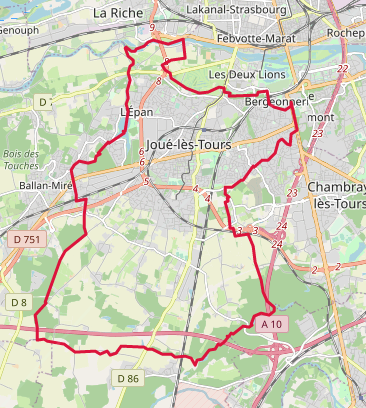
Carte OpenStreetMap.
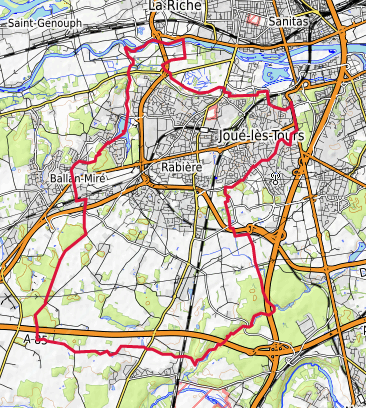
Carte topographique.

### Localisation
La ville de Joué-lès-Tours est située au sud du Cher, et constitue le prolongement naturel de la ville de Tours. La commune a une superficie de 32,41 km2.

### Communes limitrophes
Les communes limitrophes sont  Artannes-sur-Indre, Ballan-Miré, Chambray-lès-Tours, La Riche, Monts, Tours et Veigné.
| La Riche                       | La Riche Tours | Tours                     |
| Ballan-Miré                    | Joué-lès-Tours | Chambray-lès-Tours        |
| Ballan-Miré Artannes-sur-Indre | Monts          | Chambray-lès-Tours Veigné |

### Hydrographie

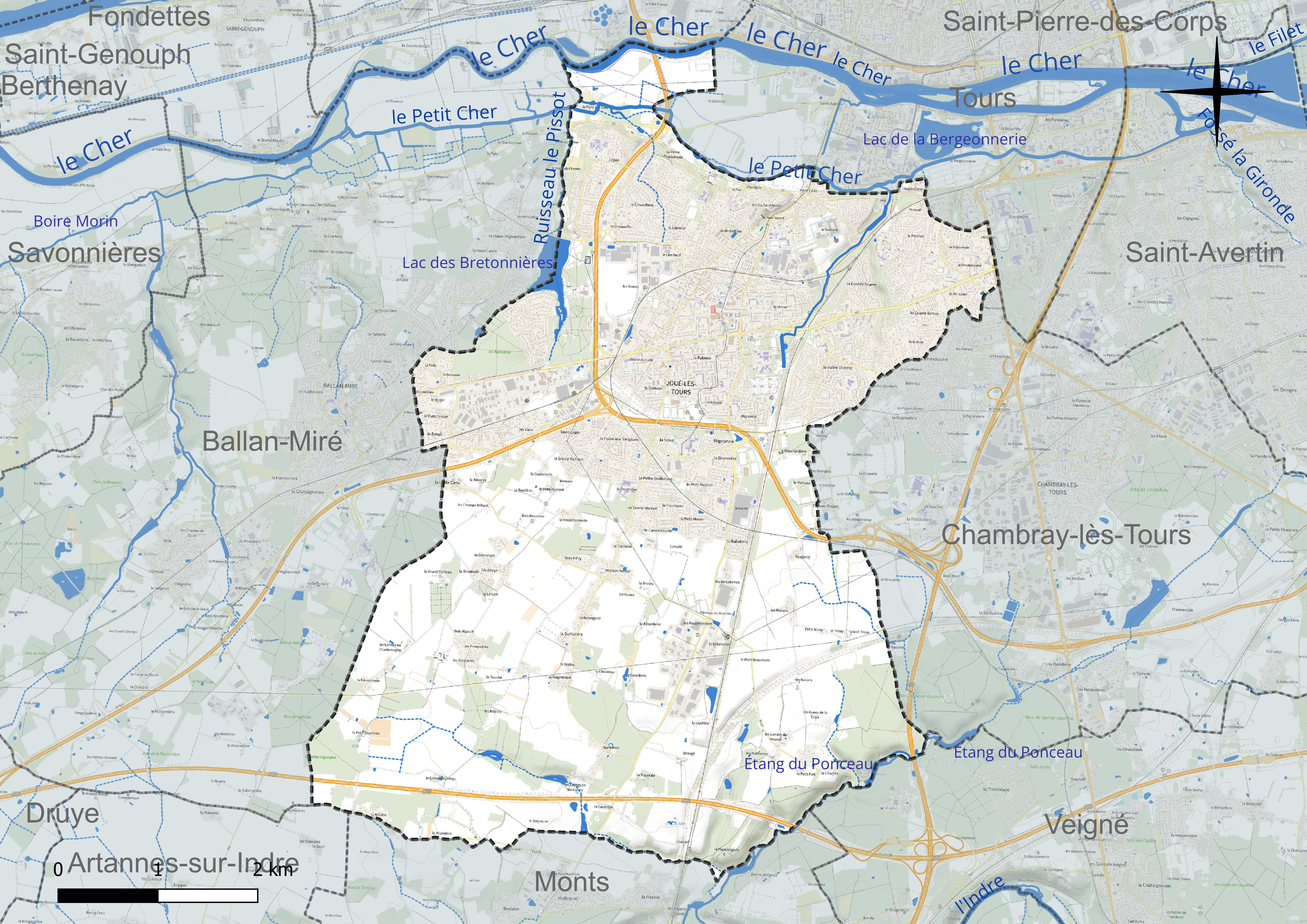
Réseau hydrographique de Joué-lès-Tours.

La commune est bordée sur une petite section sur la limite communale nord par le Cher (1,569 km). Le réseau hydrographique communal, d'une longueur totale de 10,41 km, comprend également huit petits cours d'eau dont le petit cher (1,476 km),.
Le Cher, d'une longueur totale de 365,5 km, prend sa source à 714 mètres d'altitude à Mérinchal, dans la Creuse et se jette dans la Loire à Villandry, à 40 m d'altitude, après avoir traversé 117 communes. Le Cher présente des fluctuations saisonnières de débit assez marquées. Sur le plan de la prévision des crues, la commune est située dans le tronçon du Cher tourangeau, dont la station hydrométrique de référence la plus proche est située à  Tours [Pont Saint Sauveur]. Le débit mensuel moyen (calculé sur 53 ans pour cette station) varie de 25,8 m3/s au mois d'août  à 192 m3/s au mois de février. Le débit instantané maximal observé sur cette station est de 1 000 m3/s le 24 mars 1988, la hauteur maximale relevée a été de 4,96 m le 5 juin 2016,.
Ce cours d'eau est classé dans les listes 1 et 2 au titre de l'article L. 214-17 du code de l'environnement sur le Bassin Loire-Bretagne. Au titre de la liste 1, aucune autorisation ou concession ne peut être accordée pour la construction de nouveaux ouvrages s'ils constituent un obstacle à la continuité écologique et le renouvellement de la concession ou de l'autorisation des ouvrages existants est subordonné à des prescriptions permettant de maintenir le très bon état écologique des eaux. Au titre de la liste 2, tout ouvrage doit être géré, entretenu et équipé selon des règles définies par l'autorité administrative, en concertation avec le propriétaire ou, à défaut, l'exploitant,.
Sur le plan piscicole, le Cher est classé en deuxième catégorie piscicole. Le groupe biologique dominant est constitué essentiellement de poissons blancs (cyprinidés) et de carnassiers (brochet, sandre et perche).
En 2019, la commune est membre de Tours Métropole Val de Loire qui est elle-même adhérente au syndicat d'aménagement de la vallée de l'Indre. Créé par arrêté préfectoral du 12 septembre 1985 à la suite des crues historiques de décembre 1982 et janvier 1983, ce syndicat a pour vocation d'une part l'atteinte du bon état écologique des cours d'eau par des actions de restauration de zones humides et des cours d'eau, et d'autre part de participer à la lutte contre les inondations par des opérations de sensibilisation de la population ou de restauration et d'entretien sur le lit mineur, et sur les fossés situés dans le lit majeur de l'Indre appelés localement « boires », et de l'ensemble des cours d'eau du bassin versant de l'Indre.
Deux zones humides ont été répertoriées dans la commune par la direction départementale des territoires (DDT) et le conseil départemental d'Indre-et-Loire : « la vallée du Ruisseau du Saint-Laurent » et « les étangs de Narbonne »,.

### Climat
Pour des articles plus généraux, voir Climat du Centre-Val de Loire et Climat d'Indre-et-Loire.
En 2010, le climat de la commune est de type climat océanique altéré, selon une étude du CNRS s'appuyant sur une série de données couvrant la période 1971-2000. En 2020, Météo-France publie une typologie des climats de la France métropolitaine dans laquelle la commune est toujours exposée à un climat océanique altéré et est dans la région climatique Moyenne vallée de la Loire, caractérisée par une bonne insolation (1 850 h/an) et un été peu pluvieux.
Pour la période 1971-2000, la température annuelle moyenne est de 11,6 °C, avec une amplitude thermique annuelle de 14,6 °C. Le cumul annuel moyen de précipitations est de 669 mm, avec 11 jours de précipitations en janvier et 6,5 jours en juillet. Pour la période 1991-2020, la température moyenne annuelle observée sur la station météorologique de Météo-France la plus proche, à Fondettes à 8 km à vol d'oiseau, est de 11,9 °C et le cumul annuel moyen de précipitations est de 725,7 mm,. Pour l'avenir, les paramètres climatiques de la commune estimés pour 2050 selon différents scénarios d'émission de gaz à effet de serre sont consultables sur un site dédié publié par Météo-France en novembre 2022.
| Mois                                  | jan.            | fév.           | mars          | avril         | mai           | juin          | jui.          | août          | sep.          | oct.          | nov.          | déc.           | année      |
| ------------------------------------- | --------------- | -------------- | ------------- | ------------- | ------------- | ------------- | ------------- | ------------- | ------------- | ------------- | ------------- | -------------- | ---------- |
| Température minimale moyenne (°C)     | 2               | 1,8            | 3,4           | 5,3           | 8,8           | 12            | 13,5          | 13,3          | 10,3          | 8,3           | 4,7           | 2,4            | 7,2        |
| Température moyenne (°C)              | 4,9             | 5,5            | 8,2           | 10,7          | 14,4          | 17,8          | 19,7          | 19,6          | 16,2          | 12,7          | 8,1           | 5,3            | 11,9       |
| Température maximale moyenne (°C)     | 7,8             | 9,2            | 12,9          | 16,2          | 19,9          | 23,6          | 25,9          | 25,9          | 22,1          | 17            | 11,5          | 8,3            | 16,7       |
| Record de froid (°C) date du record   | −14,8 07.01.09  | −13,5 12.02.12 | −12 01.03.05  | −4,1 06.04.21 | −1,1 02.05.21 | 2,3 01.06.06  | 5,5 15.07.16  | 4 30.08.1993  | 1 25.09.02    | −3,4 21.10.10 | −9 24.11.1998 | −11,5 19.12.09 | −14,8 2009 |
| Record de chaleur (°C) date du record | 16,1 11.01.1998 | 22,6 27.02.19  | 25,5 31.03.21 | 29,6 30.04.05 | 32,6 27.05.05 | 39,2 29.06.19 | 40,5 25.07.19 | 39,9 10.08.03 | 35,3 14.09.20 | 29,6 02.10.11 | 23,2 07.11.15 | 17,9 07.12.00  | 40,5 2019  |
| Précipitations (mm)                   | 68,2            | 57,9           | 53,8          | 56,6          | 62,4          | 53,3          | 46,7          | 47,1          | 53,4          | 69,9          | 76,1          | 80,3           | 725,7      |

## Urbanisme

### Typologie
Au 1er janvier 2024, Joué-lès-Tours est catégorisée grand centre urbain, selon la nouvelle grille communale de densité à sept niveaux définie par l'Insee en 2022.
Elle appartient à l'unité urbaine de Tours, une agglomération intra-départementale regroupant 38  communes, dont elle est une commune de la banlieue,,. Par ailleurs la commune fait partie de l'aire d'attraction de Tours, dont elle est une commune du pôle principal,. Cette aire, qui regroupe 162 communes, est catégorisée dans les aires de 200 000 à moins de 700 000 habitants,.

### Occupation des sols

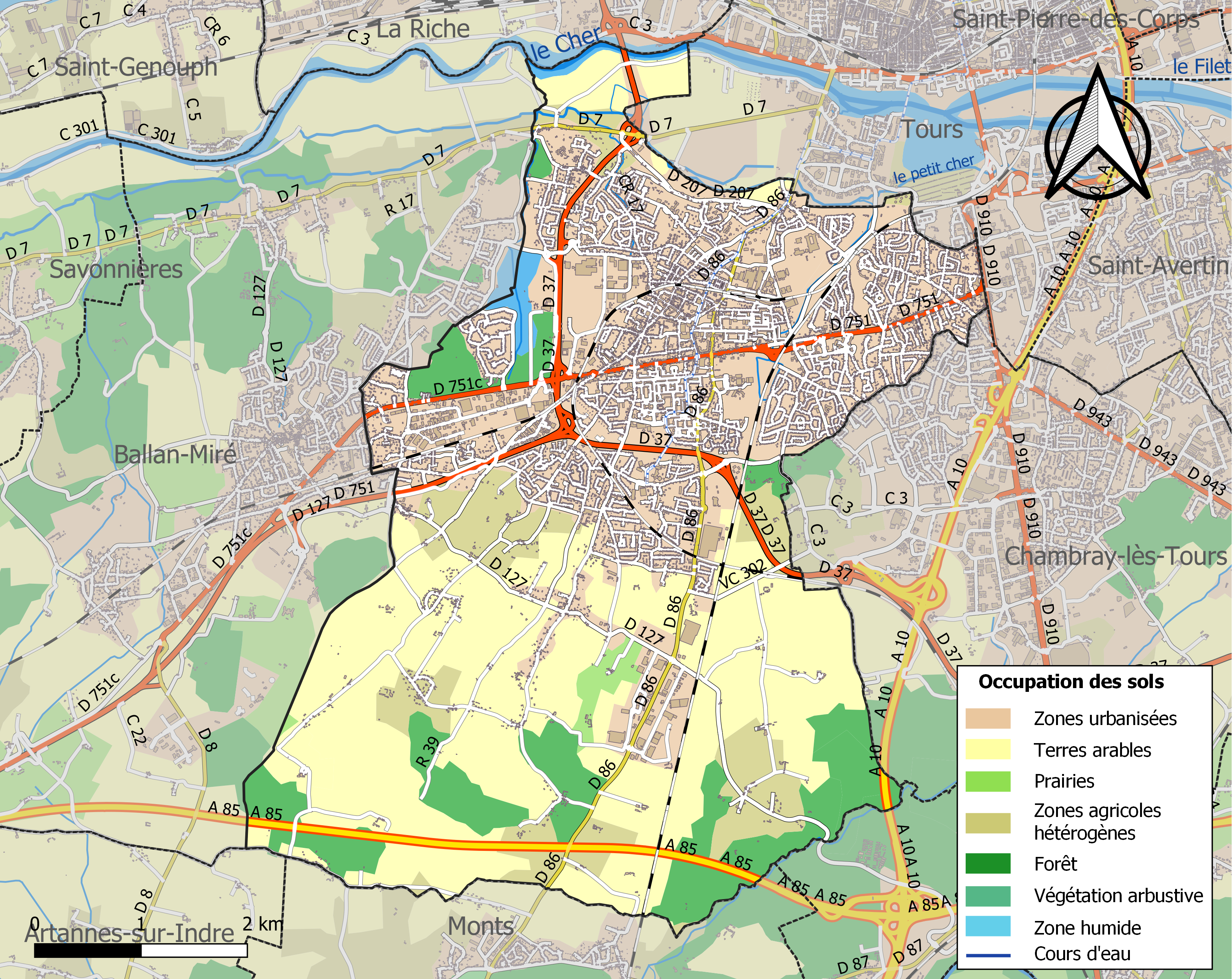
Carte des infrastructures et de l'occupation des sols de la commune en 2018 (CLC).

L'occupation des sols de la commune, telle qu'elle ressort de la base de données européenne d’occupation biophysique des sols Corine Land Cover (CLC), est marquée par l'importance des territoires agricoles (44,2 % en 2018), en diminution par rapport à 1990 (48,6 %). La répartition détaillée en 2018 est la suivante : 
terres arables (33,3 %), zones urbanisées (30,2 %), forêts (11,4 %), zones industrielles ou commerciales et réseaux de communication (10,1 %), zones agricoles hétérogènes (9,3 %), espaces verts artificialisés, non agricoles (3,1 %), prairies (0,9 %), eaux continentales (0,9 %), cultures permanentes (0,8 %). L'évolution de l’occupation des sols de la commune et de ses infrastructures peut être observée sur les différentes représentations cartographiques du territoire : la carte de Cassini (XVIIIe siècle), la carte d'état-major (1820-1866) et les cartes ou photos aériennes de l'IGN pour la période actuelle (1950 à aujourd'hui).

### Risques majeurs
Le territoire de la commune de Joué-lès-Tours est vulnérable à différents aléas naturels : météorologiques (tempête, orage, neige, grand froid, canicule ou sécheresse), inondations, feux de forêts et séisme (sismicité faible). Un site publié par le BRGM permet d'évaluer simplement et rapidement les risques d'un bien localisé soit par son adresse soit par le numéro de sa parcelle.
Certaines parties du territoire communal sont susceptibles d’être affectées par le risque d’inondation par débordement de cours d'eau, notamment le Cher. La commune fait partie du territoire à risques importants d'inondation (TRI) de Tours, un des 21 TRI qui ont été arrêtés fin 2012 sur le bassin Loire-Bretagne et portés à 22 lors de l'actualisation de 2018. Des cartes des surfaces inondables ont été établies pour trois scénarios : fréquent (crue de temps de retour de 10 ans à 30 ans), moyen (temps de retour de 100 ans à 300 ans) et extrême (temps de retour de l'ordre de 1 000 ans, qui met en défaut tout système de protection),. La commune a été reconnue en état de catastrophe naturelle au titre des dommages causés par les inondations et coulées de boue survenues en 1983, 1991, 1992, 1999, 2001 et 2016 et au titre des inondations par remontée de nappe en 2001,.
Pour anticiper une remontée des risques de feux de forêt et de végétation vers le nord de la France en lien avec le dérèglement climatique, les services de l’État en région Centre-Val de Loire (DREAL, DRAAF, DDT) avec les SDIS ont réalisé en 2021 un atlas régional du risque de feux de forêt, permettant d’améliorer la connaissance sur les massifs les plus exposés. La commune, étant pour partie dans le massif de Montbazon-Larçay, est classée au niveau de risque 3, sur une échelle qui en comporte quatre (1 étant le niveau maximal).

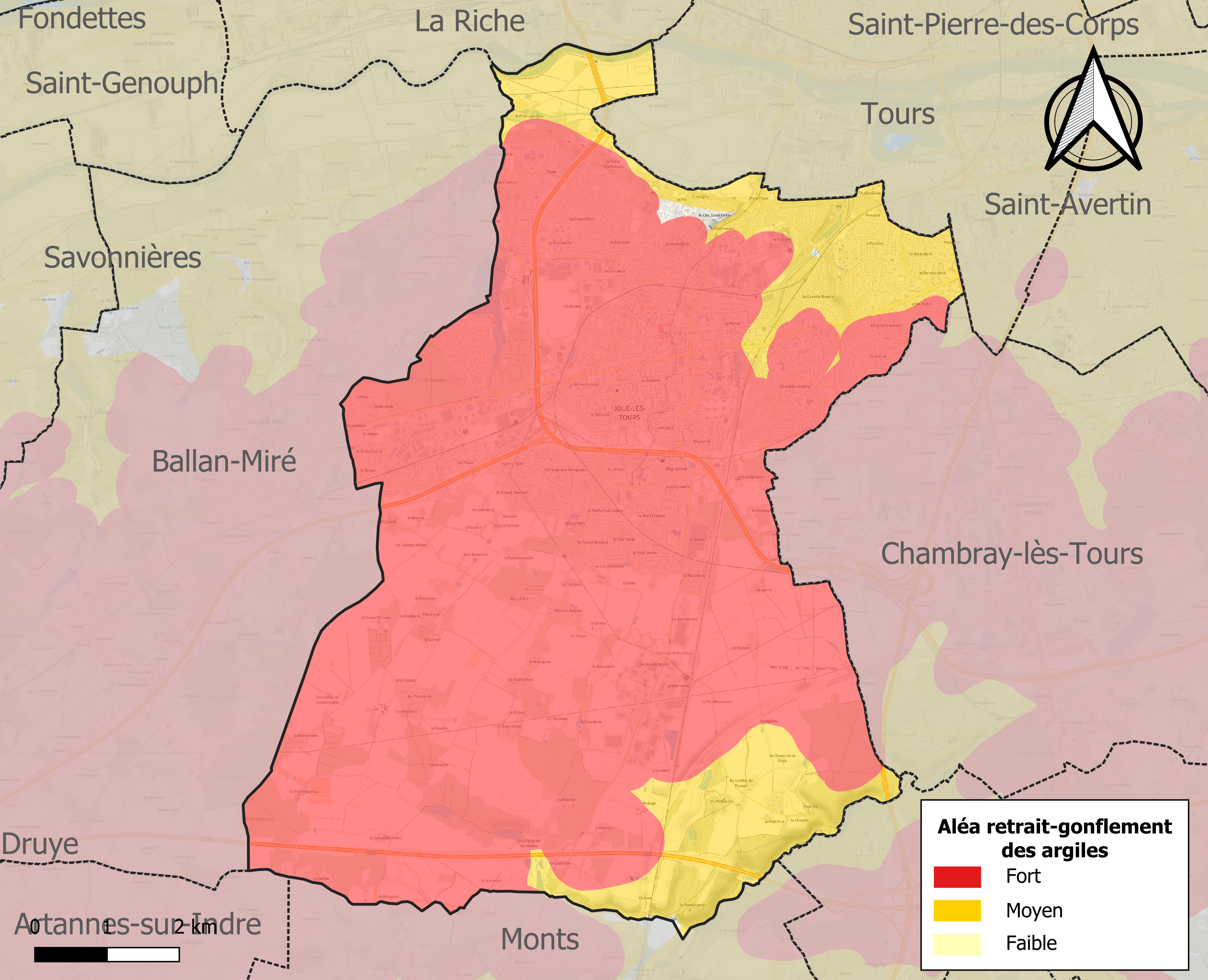
Carte des zones d'aléa retrait-gonflement des sols argileux de Joué-lès-Tours.

Le retrait-gonflement des sols argileux est susceptible d'engendrer des dommages importants aux bâtiments en cas d’alternance de périodes de sécheresse et de pluie. 99,7 % de la superficie communale est en aléa moyen ou fort (90,2 % au niveau départemental et 48,5 % au niveau national). Sur les 8 422 bâtiments dénombrés sur le territoire de la commune en 2019, 8355 sont en aléa moyen ou fort, soit 99 %, à comparer aux 91 % au niveau départemental et 54 % au niveau national. Une cartographie de l'exposition du territoire national au retrait gonflement des sols argileux est disponible sur le site du BRGM,.
Concernant les mouvements de terrains, la commune a été reconnue en état de catastrophe naturelle au titre des dommages causés par la sécheresse en 1989, 1990, 1992, 1993, 1996, 1997, 2005, 2011 et 2019 et par des mouvements de terrain en 1999.

## Toponymie
Joué-lès-Tours est attesté sous la forme Gaudiacus au VIe siècle,. Il correspond à un type toponymique fréquent en Gaule chrétienne et qui a donné, selon les régions : Joué (ouest) ; Jouy (centre-nord) ; Jouey (est) ; Gouy (normanno-picard) ; Gaugeac (sud) ; Jaujac (sud).
Il se compose du nom de personne chrétien Gaudius « le bienheureux » (cf. gaudium > joie) et du suffixe gallo-roman *-acu signifiant « lieu de », « propriété de ».
Le gentilé des habitants, les Jocondiens, est basé, comme c'est souvent le cas, sur une latinisation approximative Jocunciacus que l'on trouve dès 898 (CH3, 14).
La ville porte aussi son nom du fait de sa proximité avec la ville de Tours. En effet, le terme lès signifie "près de". Ainsi, le nom de la ville pourrait se comprendre comme : "Joué près de Tours".

## Histoire

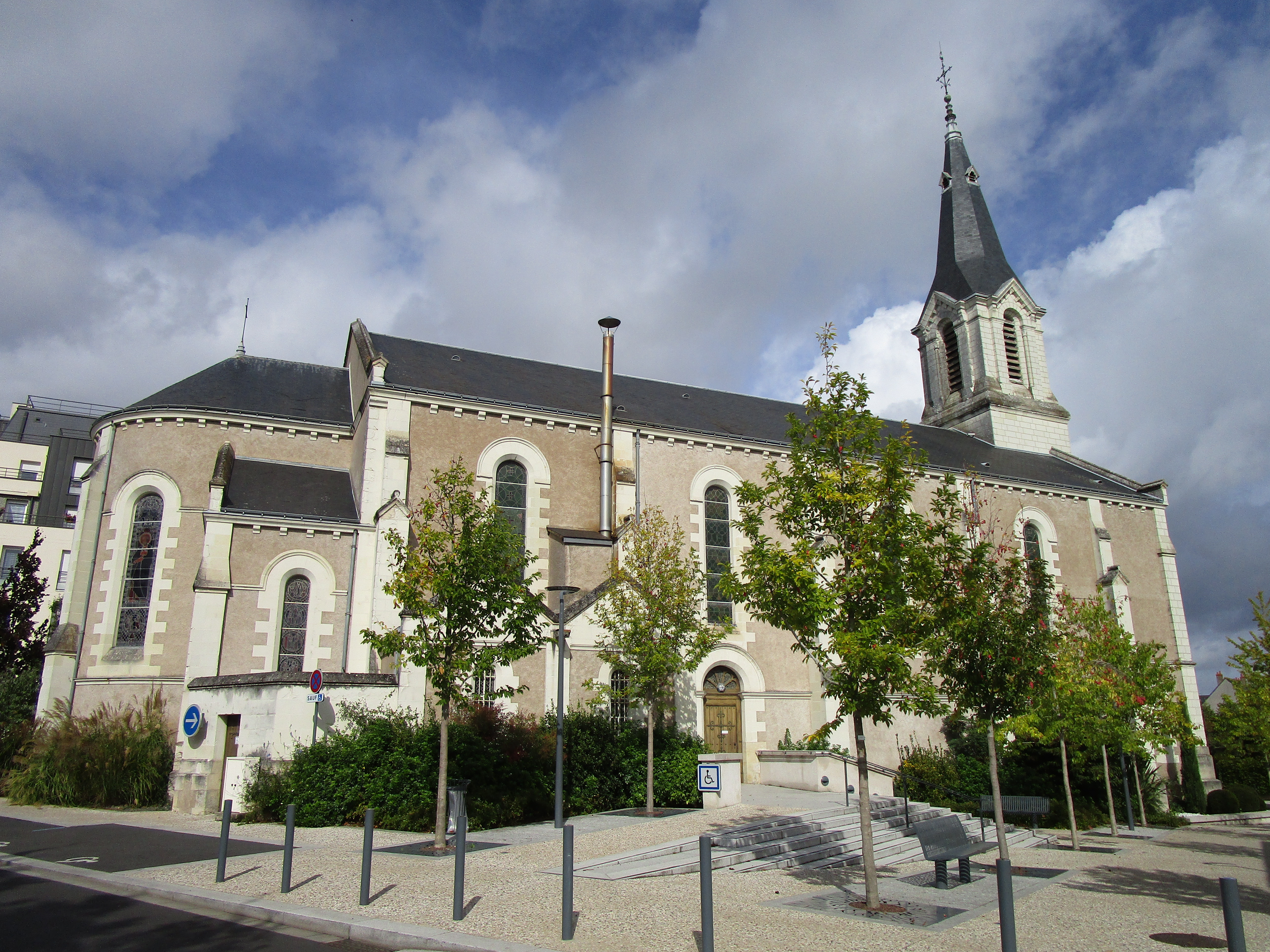
L'église Saint-Pierre-et-Saint-Paul de Joué-lès-Tours, construite en 1869.

### Moyen Âge
La ville fut donnée par Charles le Simple au chapitre de Saint-Martin de Tours.[réf. nécessaire]
Selon certains écrivains, c'est depuis le territoire de la commune qu'en 732 Charles Martel a lancé sa poursuite des Sarrasins de Joué-lès-Tours, d'un lieu dont le toponyme est Les Landes de Charlemagne. Les cartes de Cassini indiquent toutefois ce lieu sous le nom les Landes du Pressoir, un peu au sud de Joué-lès-Tours. Partie de là, cette chevauchée se serait poursuivie jusqu'à l'Ancien Poitiers, qui est notre actuelle Châtellerault. Si ce n'est pas encore notre actuelle homonyme, c'est que la ville a été déplacée par la suite sur le site de l'actuelle Poitiers afin d'y bénéficier de bien meilleures conditions de défense.
Le lieu officiel de cette bataille — dite bataille de Tours dans le monde anglophone, de Poitiers par les Français, du Pavé des Martyrs dans le monde arabe — n'est pas connu, et peut également être situé au sud de Châtellerault, à Moussais-la-bataille (dépendant de Vouneuil-sur-Vienne). À Vouneuil, un échiquier de dalles blanches et jaunes d'environ 50 cm de côté avec, sur le versant de la bataille, un banc et quatre grandes tables touristiques de céramiques, informe en plusieurs langues les visiteurs de passage pour apprécier la vue générale et repérer l'endroit de précis de la rencontre.
Pendant la guerre de Cent Ans, en septembre 1356, lors de la chevauchée du Prince noir le pont est coupé et le village brûlé sur ordre du maréchal Jean de Clermont-Nesle afin de retarder les Anglo-Gascons.

### Époque contemporaine

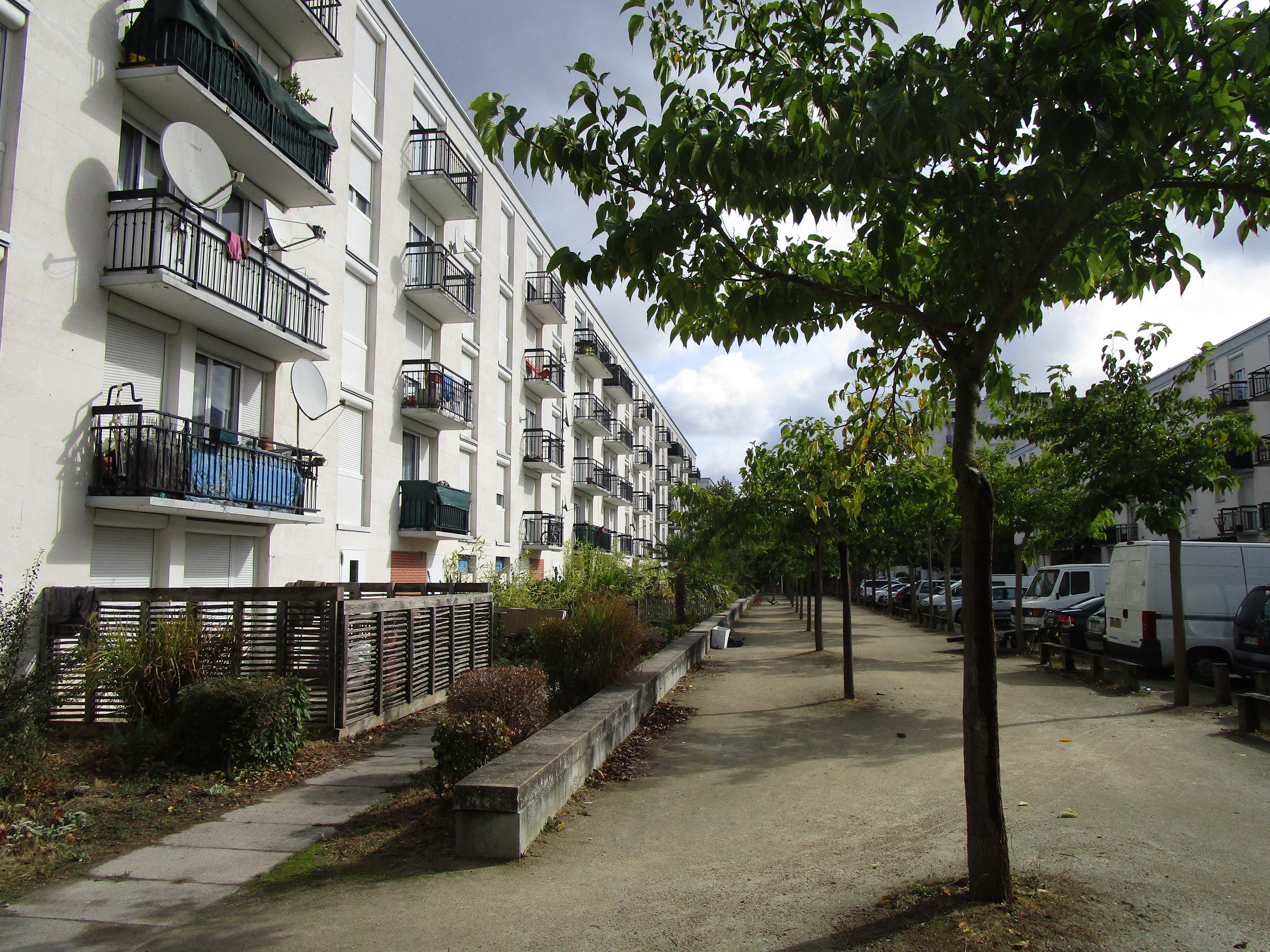
Logements sociaux de la rue Ampère, La Rabière.

Durant les Trente Glorieuses, la ville de Joué connait une explosion démographique impressionnante : la population est multipliée par cinq entre 1954 et 1982, passant de 6 400 habitants à près de 35 000. La commune profite en effet du manque de terrains à bâtir à Tours pour développer sur son propre territoire de nombreuses zones pavillonnaires, en plus de grands ensembles comme celui du Morier construit entre 1963 et 1973 ou surtout La Rabière, cité sociale classée quartier prioritaire, bâtie entre 1958 et 1978 qui compte 6 000 habitants.
À la recherche d'espaces à construire, Tours a absorbé une partie du territoire de la commune de Joué-lès-Tours en 1964, pour former les actuels quartiers des Deux-Lions et de La Bergeonnerie.
Le 30 mai 2011 un gendarme perd le contrôle de sa camionnette et vient faucher une classe de primaire, le bilan est alors lourd : 1 mort et 10 blessés (dont 7 grièvement).
Depuis septembre 2013, la ville de Joué-lès-Tours est traversée par le tramway de Tours, seule autre ville desservie par cette première ligne. Il marque sept arrêts à Joué et son terminus sud est situé en face du lycée Jean-Monnet.
Le 20 décembre 2014, un homme armé d'un couteau a blessé plusieurs policiers au commissariat avant d'être abattu par la police.
Dans la nuit du 11 au 12 décembre 2018, la ville fait l'objet d'un nouveau fait divers macabre : un migrant ivoirien de 22 ans tue de 28 coups de couteau le quinquagénaire (bénévole aux Restos du Cœur et dans une association d'aide aux migrants) qui le logeait sous son toit.

## Politique et administration

### Tendances politiques et résultats municipaux
Ville populaire par excellence, la ville connait son véritable essor sous l'impulsion de Raymond Lory (UDF), maire de 1956 à 1995. Quarante ans de gouvernance qui dessineront le visage du Joué-lès-Tours d'aujourd'hui.
En 1995, le socialiste Philippe Le Breton l'emporte face à Raymond Lory lors des élections municipales.
Il restera aux commandes de la ville durant 19 ans, avant de céder son siège de 1er magistrat de la ville à Frédéric Augis (LR), qui devient maire en 2014 à l'âge de 41 ans. Ce dernier est réélu en 2020 dès le 1er tour.
|                                                        |                          |              |              |        |        |        |  |  |  |  |  |  |  |  |
| Partis et listes                                       | Partis et listes         | Premier tour | Premier tour | Sièges | Sièges | Sièges |  |  |  |  |  |  |  |  |
| Partis et listes                                       | Partis et listes         | Voix         | %            | CM     | CC     |        |  |  |  |  |  |  |  |  |
|                                                        | Les Républicains         | 5 751        | 58,92        | 32     | 9      |        |  |  |  |  |  |  |  |  |
| Frédéric Augis, Mon parti c'est Joué                   |                          | 5 751        | 58,92        | 32     | 9      |        |  |  |  |  |  |  |  |  |
|                                                        | Parti socialiste         | 2 358        | 24,15        | 5      | 1      |        |  |  |  |  |  |  |  |  |
| Francis Gérard, La Ville au cœur                       |                          | 2 358        | 24,15        | 5      | 1      |        |  |  |  |  |  |  |  |  |
|                                                        | La République en marche  | 1 166        | 11,94        | 2      | 0      |        |  |  |  |  |  |  |  |  |
| Laurence Hervé, Libres Citoyens                        |                          | 1 166        | 11,94        | 2      | 0      |        |  |  |  |  |  |  |  |  |
|                                                        | Divers                   | 258          | 2,64         | 0      | 0      |        |  |  |  |  |  |  |  |  |
| Drice Benama, Agir pour ne plus subir à Joué-lès-Tours |                          | 258          | 2,64         | 0      | 0      |        |  |  |  |  |  |  |  |  |
|                                                        | Lutte ouvrière           | 227          | 2,32         | 0      | 0      |        |  |  |  |  |  |  |  |  |
| Kévin Gardeau, Faire entendre le camp des travailleurs |                          | 227          | 2,32         | 0      | 0      |        |  |  |  |  |  |  |  |  |
|                                                        |                          |              |              |        |        |        |  |  |  |  |  |  |  |  |
| Votes exprimés                                         | Votes exprimés           | 9 760        | 96,57        |        |        |        |  |  |  |  |  |  |  |  |
| Votes blancs                                           | Votes blancs             | 88           | 0,87         |        |        |        |  |  |  |  |  |  |  |  |
| Votes nuls                                             | Votes nuls               | 259          | 2,56         |        |        |        |  |  |  |  |  |  |  |  |
| Total                                                  | Total                    | 10 107       | 100          | 39     | 10     |        |  |  |  |  |  |  |  |  |
| Abstention                                             | Abstention               | 14 743       | 59,33        |        |        |        |  |  |  |  |  |  |  |  |
| Inscrits / participation                               | Inscrits / participation | 24 850       | 40,67        |        |        |        |  |  |  |  |  |  |  |  |

### Liste des maires
| Période                                  | Période                      | Identité           | Étiquette                 | Qualité |
| ---------------------------------------- | ---------------------------- | ------------------ | ------------------------- | --- |
| Les données manquantes sont à compléter. |                              |                    |                           | |
| 19 mai 1935                              | 21 mars 1941                 | Oscar Monmarché    | Radical-socialiste        | Notaire |
| 21 mars 1941                             | 13 mai 1945                  | Aimé-Marie Niolle  | Nommé maire par le préfet | … |
| 13 mai 1945                              | 31 octobre 1947              | Georges Mouret     | SFIO                      | Contremaître de laboratoire |
| 31 octobre 1947                          | 13 mai 1953                  | Aurélien Béoutis   | Parti radical             | Charpentier, compagnon du Tour de France |
| 13 mai 1953                              | 8 août 1956                  | Jean Maridoneau    | DVC                       | Industriel |
| 8 août 1956                              | 25 juin 1995                 | Raymond Lory       | UDF                       | Commerçant, Député (1986-1988) |
| 25 juin 1995                             | 7 avril 2014                 | Philippe Le Breton | PS                        | Cadre bancaire, vice-président du conseil général d’Indre-et-Loire, premier vice-président de Tour(s)plus, délégué au développement économique, à la recherche et aux technologies de l’information et de la communication. |
| 7 avril 2014                             | En cours (au 7 juillet 2024) | Frédéric Augis     | UMP puis LR               | Cadre, Président de Tours Métropole Val de Loire |

### Récapitulatif de résultats électoraux récents
| Scrutin             | Scrutin             | 1er tour | 1er tour | 1er tour | 1er tour | 1er tour | 1er tour | 1er tour | 1er tour | 1er tour | 1er tour | 1er tour | 1er tour | 2d tour        | 2d tour        | 2d tour        | 2d tour        | 2d tour        | 2d tour        | 2d tour        | 2d tour        | 2d tour        |
| Scrutin             | Scrutin             | 1er      | 1er      | %        | 2e       | 2e       | %        | 3e       | 3e       | %        | 4e       | 4e       | %        | 1er            | 1er            | %              | 2e             | 2e             | %              | 3e             | 3e             | %              |
| ------------------- | ------------------- | -------- | -------- | -------- | -------- | -------- | -------- | -------- | -------- | -------- | -------- | -------- | -------- | -------------- | -------------- | -------------- | -------------- | -------------- | -------------- | -------------- | -------------- | -------------- |
| Municipales 2014    | Municipales 2014    |          | UG       | 40,39    |          | UD       | 36,00    |          | FN       | 18,13    |          | EXG      | 5,46     |                | UD             | 44,84          |                | UG             | 43,41          |                | FN             | 11,73          |
| Européennes 2014    | Européennes 2014    |          | UMP      | 20,62    |          | FN       | 20,13    |          | UG       | 17,53    |          | UC       | 13,09    | Tour unique    | Tour unique    | Tour unique    | Tour unique    | Tour unique    | Tour unique    | Tour unique    | Tour unique    | Tour unique    |
| Régionales 2015     | Régionales 2015     |          | UG       | 32,41    |          | UD       | 24,14    |          | FN       | 23,90    |          | EELV     | 6,92     |                | UG             | 44,96          |                | UD             | 33,24          |                | FN             | 21,80          |
| Présidentielle 2017 | Présidentielle 2017 |          | EM       | 27,04    |          | LFI      | 22,04    |          | LR       | 19,13    |          | FN       | 15,84    |                | EM             | 74,92          |                | FN             | 25,08          | Pas de 3e      | Pas de 3e      | Pas de 3e      |
| Législatives 2017   | 4e                  |          | LREM     | 38,60    |          | LR       | 17,31    |          | PS       | 13,21    |          | LFI      | 12,07    |                | LREM           | 61,01          |                | LR             | 38,99          | Pas de 3e      | Pas de 3e      | Pas de 3e      |
| Européennes 2019    | Européennes 2019    |          | LREM     | 24,88    |          | RN       | 18,98    |          | EELV     | 12,68    |          | PS       | 8,53     | Tour unique    | Tour unique    | Tour unique    | Tour unique    | Tour unique    | Tour unique    | Tour unique    | Tour unique    | Tour unique    |
| Municipales 2020    | Municipales 2020    |          | LR       | 58,92    |          | UG       | 24,15    |          | LREM     | 11,94    |          | DIV      | 2,64     | Pas de 2d tour | Pas de 2d tour | Pas de 2d tour | Pas de 2d tour | Pas de 2d tour | Pas de 2d tour | Pas de 2d tour | Pas de 2d tour | Pas de 2d tour |
| Régionales 2021     | Régionales 2021     |          | UD       | 32,08    |          | UG       | 25,97    |          | RN       | 14,54    |          | UGE      | 10,97    |                | UGE            | 42,05          |                | UD             | 33,54          |                | RN             | 13,60          |
| Présidentielle 2022 | Présidentielle 2022 |          | LREM     | 31,56    |          | LFI      | 26,51    |          | RN       | 17,84    |          | REC      | 5,33     |                | LREM           | 68,74          |                | RN             | 31,26          | Pas de 3e      | Pas de 3e      | Pas de 3e      |
| Législatives 2022   | 4e                  |          | LREM-ENS | 32,75    |          | PS-Nupes | 30,90    |          | RN       | 16,41    |          | LR       | 8,11     |                | LREM-ENS       | 50,83          |                | PS-Nupes       | 49,17          | Pas de 3e      | Pas de 3e      | Pas de 3e      |
| Européennes 2024    | Européennes 2024    |          | RN       | 25,71    |          | ENS      | 16,67    |          | PS-PP    | 16,23    |          | LFI      | 14,35    | Tour unique    | Tour unique    | Tour unique    | Tour unique    | Tour unique    | Tour unique    | Tour unique    | Tour unique    | Tour unique    |
| Législatives 2024   | 4e                  |          | PS-NFP   | 36,33    |          | RE-Ens   | 27,22    |          | RN       | 26,66    |          | LR       | 8,26     |                | PS-NFP         | 65,46          |                | RN             | 34,54          | Pas de 3e      | Pas de 3e      | Pas de 3e      |

### Politique de développement durable
La ville a engagé une politique de développement durable en lançant une démarche d'Agenda 21.
Dans son palmarès 2016, le Conseil National des Villes et Villages Fleuris de France a attribué quatre fleurs à la commune au Concours des villes et villages fleuris.

### Jumelages
- Hechingen (Allemagne) depuis 1973
- Santa Maria da Feira (Portugal) depuis 1989
- Citta di Castello (Italie) depuis 1991
- Ogre (Lettonie) depuis 2005

## Population et société

### Démographie
L'évolution du nombre d'habitants est connue à travers les recensements de la population effectués dans la commune depuis 1793. Pour les communes de plus de 10 000 habitants les recensements ont lieu chaque année à la suite d'une enquête par sondage auprès d'un échantillon d'adresses représentant 8 % de leurs logements, contrairement aux autres communes qui ont un recensement réel tous les cinq ans,.

En 2022, la commune comptait 38 432 habitants, en évolution de +2,47 % par rapport à 2016 (Indre-et-Loire : +1,67 %, France hors Mayotte : +2,11 %).
| 1793  | 1800  | 1806  | 1821  | 1831  | 1836  | 1841  | 1846  | 1851  |
| ----- | ----- | ----- | ----- | ----- | ----- | ----- | ----- | ----- |
| 1 515 | 1 777 | 1 671 | 1 700 | 1 776 | 1 769 | 1 791 | 1 780 | 1 802 |

| 1856  | 1861  | 1866  | 1872  | 1876  | 1881  | 1886  | 1891  | 1896  |
| ----- | ----- | ----- | ----- | ----- | ----- | ----- | ----- | ----- |
| 1 845 | 2 010 | 2 043 | 2 106 | 2 302 | 2 381 | 2 470 | 2 538 | 2 462 |

| 1901  | 1906  | 1911  | 1921  | 1926  | 1931  | 1936  | 1946  | 1954  |
| ----- | ----- | ----- | ----- | ----- | ----- | ----- | ----- | ----- |
| 2 466 | 2 595 | 2 730 | 3 143 | 3 440 | 4 163 | 4 704 | 5 684 | 6 446 |

| 1962  | 1968   | 1975   | 1982   | 1990   | 1999   | 2006   | 2011   | 2016   |
| ----- | ------ | ------ | ------ | ------ | ------ | ------ | ------ | ------ |
| 9 074 | 17 826 | 27 450 | 34 704 | 36 798 | 36 517 | 36 233 | 36 554 | 37 505 |

| 2021   | 2022   | - | - | - | - | - | - | - |
| ------ | ------ | - | - | - | - | - | - | - |
| 38 183 | 38 432 | - | - | - | - | - | - | - |

- Joué-lès-Tours est la deuxième commune du département en termes de population et la septième de la région Centre-Val de Loire (soit la ville la plus peuplée en dehors des préfectures).
- Chiffres complémentaires : 1 662 habitants en 1687 ; 1 200 habitants en 1724 ; plus de 37 000 habitants en 2016.
- Il s'agit de la commune de France commençant par la lettre J la plus peuplée.

### Manifestations culturelles et festivités
- Orchestrus, festival de musique classique organisé par l'Ecole Municipale de Musique de la Ville (
- Faites le printemps : journée consacrée à la biodiversité et au développement durable (avril ; parc de la Rabière ; tous les ans).
- Les Années Joué : festival des arts de la rue (premier week-end de juin ; Parc de la Rabière ; tous les ans depuis 1998).
- La Fête de l'eau : week-end consacré aux activités nautiques sur le lac des Bretonnières (Aout, tous les ans)
- Forum des Associations : découverte de l'ensemble du tissu associatif jocondien (Tous les ans en septembre)
- Les Autos enjouées : musée à ciel ouvert d'automobiles de collection (début septembre ; Espace Malraux et Château des Bretonnières ; tous les deux ans).
- Joué en Fêtes : animations et marché de Noël (décembre ; centre-ville ; tous les ans).

### Enseignement
La ville de Joué-lès-Tours compte huit écoles maternelles, dix écoles élémentaires, cinq collèges, trois lycées et un centre de formation d'apprentis.

### Sports

#### Clubs sportifs
La Ville compte près de 100 clubs et associations sportives dont :
- Tir à l'arc : Le club Arc Jocondien permet l'entrainement loisir ou compétition, en intérieur (Gymnase Beaulieu) ou en extérieur (Terrain J. Mayeras).
- Volleyball : Crée en 1987, le Club Joué Volley Ball évolue depuis 2015 dans le Championnat de France de Nationale 2 féminine
- Natation : Joué Natation
- Tennis de table : le TT Joué-lès-Tours évolue depuis 2012 en Pro B de tennis de table 2012-2013.
- Football : l'US Joué-lès-Tours FC Touraine et l'Union Sportive Portugaise de Joué
- Rugby à XV : l'Union sportive Joué-lès-Tours rugby engagée en championnat de France de rugby à XV de 3e division fédérale 2020-2021.
- Basket-ball : Avenir Sportif Jocondien Basket 37 (ASJB 37)
- Sport de combat: Le Boxing Sambo Joué Touraine ; boxe anglaise, française ; Joué-lès-Tours Lutte
- Handball: Union Sportive Joué-lès-Tours Handball (US Joué Handball)
- Baseball : les Coyotes de Joué les Tours
- Ultimate-Flying Disque : Les OUF de Joué-lès-Tours
- Patinage artistique et ballet sur glace : Joué-lès-Tours Sports de glace
- Badminton : Badminton Jocondien
- Escrime : Union Sportive Joué-lès-Tours Escrime (ou US Joué Escrime)
- Hockey sur glace : Club de Hockey des Hérissons de Joué-lès-Tours
- Athlétisme : Joué-lès-Tours Athlétisme (JTA)
- Running : Running Joué 37
- Voile : Club de Voile de Joué-lès-Tours
- Arts Martiaux : Judo Club Jocondien (Judo / Ju-jitsu / Taïso)

#### Équipements sportifs
L'ensemble des clubs jocondiens bénéficie d'infrastructures de très bon niveau :
- Terrain de tir à l'arc Jacques Mayeras.
- Centre aquatique Bulle d'O, ouvert en 2016.
- Piscine municipale de l’Alouette, rénovée en 2017.
- La "Baignade", ouverte de juin à septembre tous les ans (Lac des Bretonnières).
- Patinoire municipale, située à proximité immédiate de l'Hôtel de Ville.
- Palais des sports Marcel Cerdan.
- Stade Jean Bouin.
- Stade Pierre Albaladejo
- Stade Jules Ferry.
- Complexe sportif des Bercelleries.
- Gymnase de l’Arche du Lude.
- Gymnase Beaulieu.
- Gymnase de la Rabière (comportant une Structure Artificielle d'Escalade).
- Gymnase Jean Bouin (détruit dans un incendie en mai 2015).
- Gymnase de la Vallée Violette.
- Gymnase de l’Alouette.
- Gymnase du Morier.
- Gymnase Jean-Pierre-Matarazzo.
- Gymnases Henri Bouissou et Hubert Henno (complexe de 2 gymnases en complément du gymnase Jean-Pierre Matarazzo et en remplacement du gymnase Jean Bouin).
- Salle des sports de combat James Pradier (Sambo/Kick Boxing/Grappling/Lutte)
- Dojo Léo Lagrange.
- Salle de tennis de table Jean Bigot.
- Base nautique du Lac des Bretonnières.
- Stade de tennis des Saints-Pères.
- Piste de BMX des Bretonnières.
- Skatepark.

### Cultes
Catholique

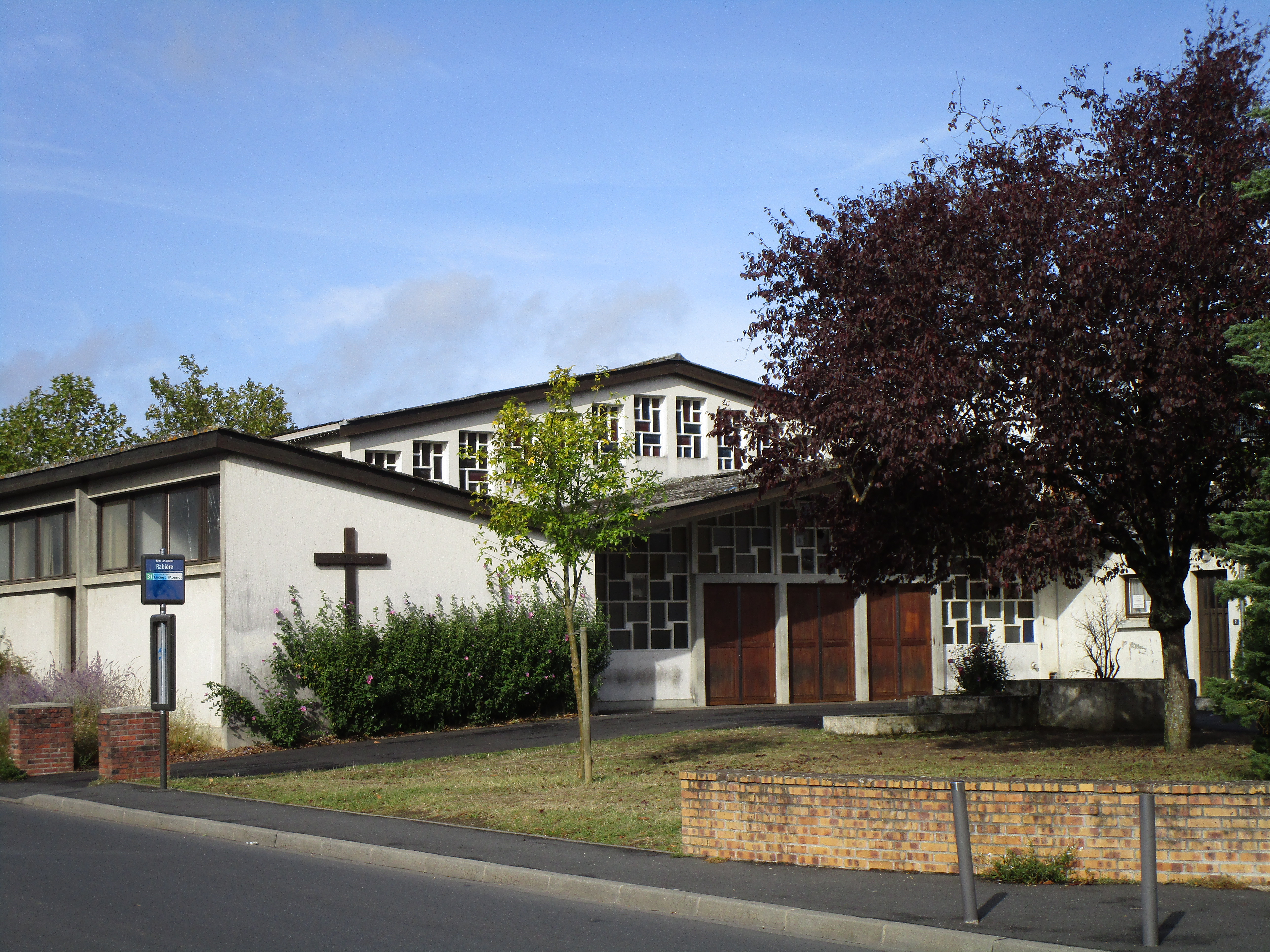
L'église Saint-Joseph.

- L'église Saint-Pierre-et-Saint-Paul, rue Aristide Briand, construite en 1869[64].
- L'église Saint-Joseph, rue Jacques Poirrier
- L'église Sainte-Marie-de-l'incarnation, rue de Chambord
- L'église Notre-Dame-de-la-Paix, rue de Cherizy

Protestantisme
- l'église évangélique protestante, rue Chantepie

Islam
- La Mosquée As-Salam, rue Paul Sabatier.

Autres chrétiennes
- L'église de Jésus-Christ des saints des derniers jours, boulevard de Chinon
- Salle du royaume des témoins de jehovah, rue Gutenberg
- Mandéisme : cas unique en France[65].

## Économie

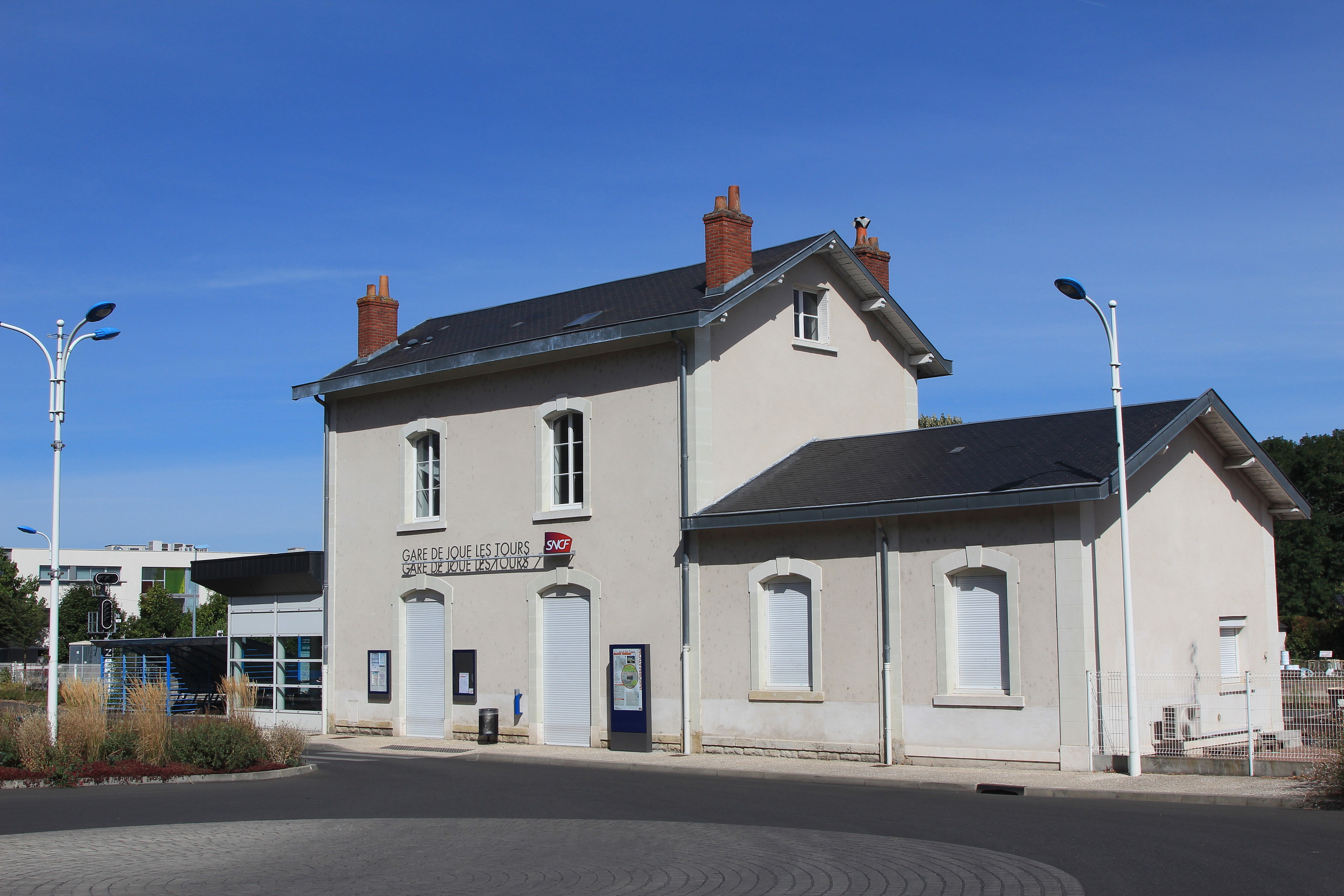
La gare de Joué-lès-Tours.

Joué-lès-Tours est une ville industrielle, très orientée vers le domaine du caoutchouc, au sein de laquelle de très grands groupes se sont implantés.
On y trouve l'entreprise Hutchinson, spécialisée dans le caoutchouc  qui a installé une importante unité de production destinée à équiper les poids-lourds, dans la zone d'activités de la gare de Joué-lès-Tours. Le groupe Zodiac, spécialiste de la fabrication et la vente de bateaux pneumatiques a également une importante usine. Quant au fabricant de pneumatiques Michelin, il a fermé son usine à l'ouest de Joué et quelques années plus tard, Tupperware a fait de même avec son usine construite en 1973. Elle était l'une des quatre usines Tupperware érigées en Europe. Elle était également le centre mondial de compétence et de la coloration mais également la référence européenne pour la qualité.
Outre le domaine du caoutchouc, on trouve également une importante base logistique dans la seconde zone industrielle de Joué-lès-Tours avec des entreprises comme Chronopost et La Poste, qui y possède un centre de tri.
Est également présente dans les zones industrielles de Joué-lès-Tours Saint-Gobain, une entreprise spécialisée dans la production, la transformation et la distribution de matériaux.
Joué-lès-Tours est une commune située dans la région de la Cosmetic Valley, pôle mondial dans les domaines pharmaceutique et de la cosmétologie. On y retrouve des entreprises telles Henry Schein spécialisée dans la vente et la distribution d'articles et fournitures dentaires.

### Viticulture
Joué-lès-Tours est une commune viticole du vignoble de la Loire, située plus précisément dans la région viticole de la Touraine. À ce titre elle est autorisée à produire les vins : AOC Touraine, AOC Crémant de Loire, AOC Touraine Noble Joué, AOC Rosé de Loire et l'IGP Val de Loire.

## Culture locale et patrimoine

### Lieux et monuments
La plupart de ces demeures sont privées et elles ne sont pas ouvertes à la visite.
- Château de Beaulieu (XVIIIe siècle), château privé, abrite un hôtel restaurant, classé en 1946[68].
- Château de la Marbellière (porte XIXe siècle), château privé, classé en 1947[69].
- Château de Rigny (XVIIIe siècle, agrandi au XIXe siècle), château privé.
- Château de l'Auberdière (XVIIIe siècle), château privé.
- Château de l'Epan (XIXe siècle), château privé.
- Château Taillard (XVIIe – XVIIIe siècles), château privé de la famille Taillard (famille appartenant à la haute bourgeoisie avec charges anoblissantes inachevées).
- Château des Bretonnières (XIXe siècle), château privé d'une famille de la petite bourgeoisie.
- Château de la Crouzillière (XVIe siècle), en partie démoli en 1838, dont il ne reste que deux tours rondes. Le rez-de-chaussée de la tour nord servait de chapelle, mais à ce jour la tour n'existe plus classé en 1947[70].
- Manoir de la Chaumette (XIXe siècle).
- Manoir de Chérizy (XVe – XVIIe siècles) classé en 1972[71].
- Manoir de la Coudraye (XVIIe siècle, agrandi au XIXe siècle), classé en 1948[72].
- Manoir de la Mazeraie (XVe – XVIe siècles, agrandi au XIXe siècle) inscrit en 2001 avant d'être radié en 2023[73].
- Manoir de la Frazelière ou de la Petite-Rabière (XVIIe siècle) classé en 1947[74].
- Manoir de la Borde (XVIIe siècle, agrandi au XIXe siècle).
- Manoir de la Bouchardière (XVIIIe siècle).
- Manoir de la Liodère (porte du XVIe siècle).
- Manoir de la Closerie de Beauregard (XVe siècle, reconstruit au XVIIe siècle).
- Tour de la Maucannière ou du Clos-Saint-Victor (XVIIe siècle) classé en 1951[75].
- Vestiges du pont sur le Petit Cher dit Arche du Pin inscrit en 1964[76].
- Abbaye (fouilles du chantier du tramway).

### Patrimoine naturel
- Le lac des Bretonnières avec son château, un parcours sportif et un centre de voile.
- Le parc de la Rabière avec son étang.
- Les étangs de Narbonne, au Sud de la commune.

### Équipements culturels
La ville de Joué-lès-Tours s’est progressivement dotée d’un ensemble d’équipements de qualité au service d’une politique culturelle fondée sur l’accès de tous à une offre culturelle diversifiée, l’éducation artistique par la formation et la pratique, sans oublier le soutien à la création. De plus, on trouve un panel varié d'équipements sportifs. Enfin, il faut noter que la ville a sur son territoire le Centre de secours (sapeurs pompiers) principal du sud de l'agglomération tourangelle, non loin du lycée Jean-Monnet.
- L’espace Malraux.
- La médiathèque.

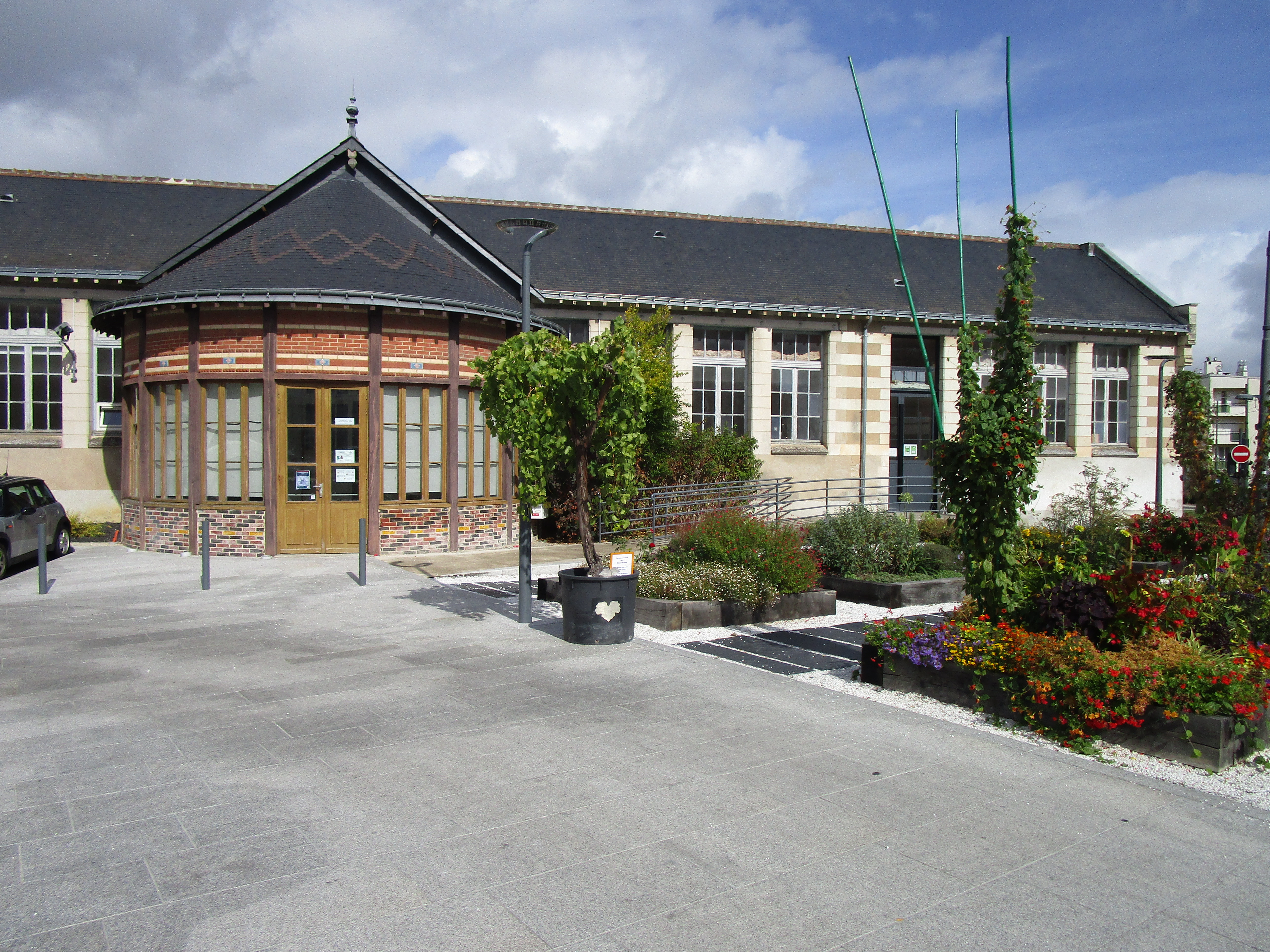
La classe-musée de Joué-lès-Tours, ancienne école reconvertie en musée.

- Une galerie d'exposition : « la Galerie du parc ».
- Une Maison de la Jeunesse.
- Une Maison des Associations.
- Une Maison des Jeunes et de la Culture.
- L'École de musique.
- Le musée « La Caserne ».
- Le centre de loisirs La Borde.
- Le Temps Machine, espace consacré aux musiques actuelles.
- Maison de l'Environnement (fermée et transférée à la Gloriette depuis 2015).

### Personnalités liées à la commune
- Louis d'Orléans, comte de Charny (1640-1692), bâtard de Gaston de France et de Louise Rogier de La Marbellière, général au service de l'Espagne, né à Joué-lès-Tours.
- Jean-Nicolas Bouilly (1763-1742), dramaturge, né à Joué-lès-Tours.
- Fernand Gravey (1905-1970), acteur belge qui résida dans la commune de 1932 à 1949[77].
- Morgan Bourc'his (1978), apnéiste : champion du monde (né à Tours).
- Cyril Dalmat, footballeur (né à Joué-lès-Tours et a joué, en junior, au Joué-lès-Tours Football Club Touraine).
- Stéphane Dalmat, footballeur (né à Joué-lès-Tours et a joué, en junior, au Joué-lès-Tours Football Club Touraine de 1985 à 1996).
- Wilfried Dalmat, footballeur (né à Joué-lès-Tours et a joué, en junior, au Joué-lès-Tours Football Club Touraine).
- Jean-Pierre Danguillaume (1946), coureur cycliste, né à Joué-lès-Tours.
- Samuel Ganes (1977), comédien, a vécu à Joué-lès-Tours de 1977 à 1995.
- Gaston Moreau (1878-1958), député sous la Troisième République, décédé à Joué-lès-Tours.
- Gérard Cordier (1924-2014), préhistorien et protohistorien (CNRS).
- Sacha Simon (1908-1988), journaliste et grand reporter y est décédé.

### Héraldique
| Blason de Joué-lès-Tours | Les armes de Joué-lès-Tours se blasonnent ainsi : Parti d'azur et d'or à la tour de sable maçonnée d'argent brochant sur la partition. |